# Camille Lotteau
Camille Lotteau est un monteur et réalisateur français.

## Biographie
Monteur et réalisateur de films, Camille Lotteau a parfois été ingénieur du son ou opérateur, selon les projets auxquels il a participé.
Il aurait réalisé « plus de films que le nombre de spectateurs qui les ont vus ».
Il a notamment travaillé avec Dominique Marchais, Raùl Ruiz, Béatrice Romand, Pascale Breton, Éric Judor, Arielle Dombasle, Pascale Bodet, Danis Tanovic, Marie Voignier, Claude Lanzmann, François Margolin, Anne Amzallag, Bernard-Henri Lévy, Christelle Lheureux, Véronique Aubouy... 
Son long métrage Bord de, a été sélectionné en 2010 au festival international de La Roche-sur-Yon (FIF85).
Princesse Europe a été sélectionné pour la Mostra de Venise 2020.

## Filmographie sélective

### Réalisateur
- 2009 : Grèce, une expérience unique[11]
- 2009 : Week-end à Turin[12]
- 2010 : Bord de[13]
- 2012 : La Libye Morale[14]
- 2018 : Ultima Thulé[15]
- 2020 : Princesse Europe

### Monteur
- 2005 : D.D.R. d'Anne Amzallag
- 2008 : Agathopedia, Raul Ruiz.
- 2008 : Jacques du collectif Othon
- 2008 : Jeunes, militants, et sarkozystes du collectif Othon
- 2009 : Haqiqa la vérité d'Anne Amzallag
- 2009 : El Pasaporte amarillo, Raul Ruiz.
- 2010 : On est en démocratie du collectif Othon
- 2010 : L'Estate breve, Raul Ruiz.
- 2013 : La Ligne de partage des eaux de Dominique Marchais
- 2013 : Platane, Eric Judor.
- 2015 : L'Art de Pascale Bodet[16]
- 2015 : Suite armoricaine de Pascale Breton
- 2016 : Peshmerga de Bernard-Henri Lévy
- 2017 : Napalm de Claude Lanzmann[17]
- 2016 : Salafistes de François Margolin
- 2018 : La Paz (Waiting for Peace) de Tomás Pinzón Lucena[18]
- 2018 : Albertine a disparu de Véronique Aubouy
- 2023 : La Rivière de Dominique Marchais